# Kanton Franconville
Kanton Franconville is een kanton van het Franse departement Val-d'Oise. Kanton Franconville maakt deel uit van de arrondissementen Pontoise en Argenteuil.

## Gemeenten
Het kanton Franconville omvatte tot 2014 enkel de gemeente:
- Franconville

Door de herindeling van de kantons bij decreet van 27 februari 2014, met uitwerking in maart 2015, werd de gemeente :
- Cormeilles-en-Parisis

aan het kanton toegevoegd.